# Бантайу-Сере
Бантайу́-Сере́ (фр. Bentayou-Sérée) — коммуна во Франции, находится в регионе Аквитания. Департамент — Атлантические Пиренеи. Входит в состав кантона Пе-де-Морлаас и дю Монтанерес. Округ коммуны — По.
Код INSEE коммуны — 64111.

## География

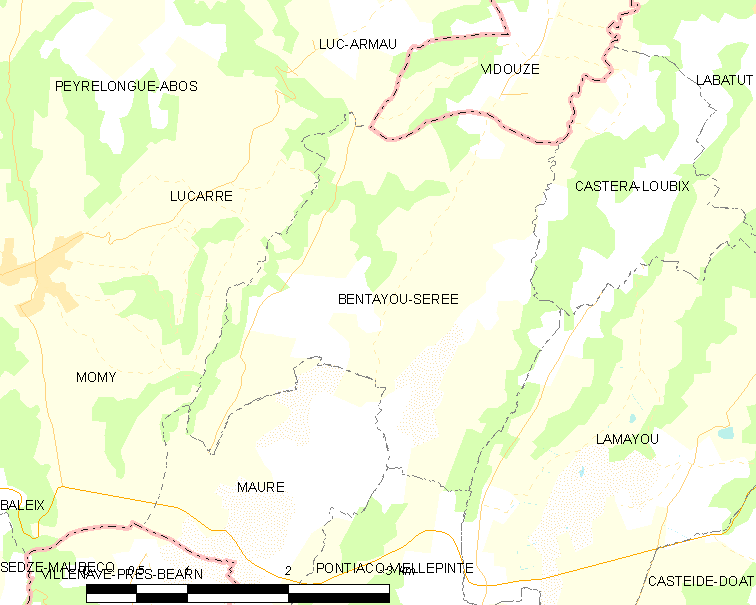
Карта коммуны

Коммуна расположена приблизительно в 640 км к югу от Парижа, в 170 км южнее Бордо, в 27 км к северо-востоку от По.
На востоке коммуны протекает река Луэт.

### Климат
Климат тёплый океанический. Зима мягкая, средняя температура января — от +5°С до +13°С, температуры ниже −10 °C бывают редко. Снег выпадает около 15 дней в году с ноября по апрель. Максимальная температура летом порядка 20-30 °C, выше 35 °C бывает очень редко. Количество осадков высокое, порядка 1100 мм в год. Характерна безветренная погода, сильные ветры очень редки.

## Население
Население коммуны на 2010 год составляло 110 человек.
| 1962 | 1968 | 1975 | 1982 | 1990 | 1999 | 2010 |
| ---- | ---- | ---- | ---- | ---- | ---- | ---- |
| 110  | 104  | 110  | 103  | 110  | 98   | 110  |

## Администрация
| Период | Период | Фамилия        | Партия                  | Примечания                   |
| ------ | ------ | -------------- | ----------------------- | ---------------------------- |
| 1989   | 2001   | Марк Тёле      |                         |                              |
| 2001   | 2014   | Мишель Пастуре | Социалистическая партия | генеральный советник кантона |
| 2014   | 2020   | Жан-Поль Тёле  |                         |                              |

## Экономика
В 2010 году среди 70 человек трудоспособного возраста (15-64 лет) 59 были экономически активными, 11 — неактивными (показатель активности — 84,3 %, в 1999 году было 69,2 %). Из 59 активных жителей работали 53 человека (28 мужчин и 25 женщин), безработных было 6 (2 мужчин и 4 женщины). Среди 11 неактивных 2 человека были учениками или студентами, 7 — пенсионерами, 2 были неактивными по другим причинам.

## Достопримечательности
- Церковь Св. Екатерины (XII век)[4]
- Церковь Св. Лаврентия (XVII век)[5]

## Фотогалерея

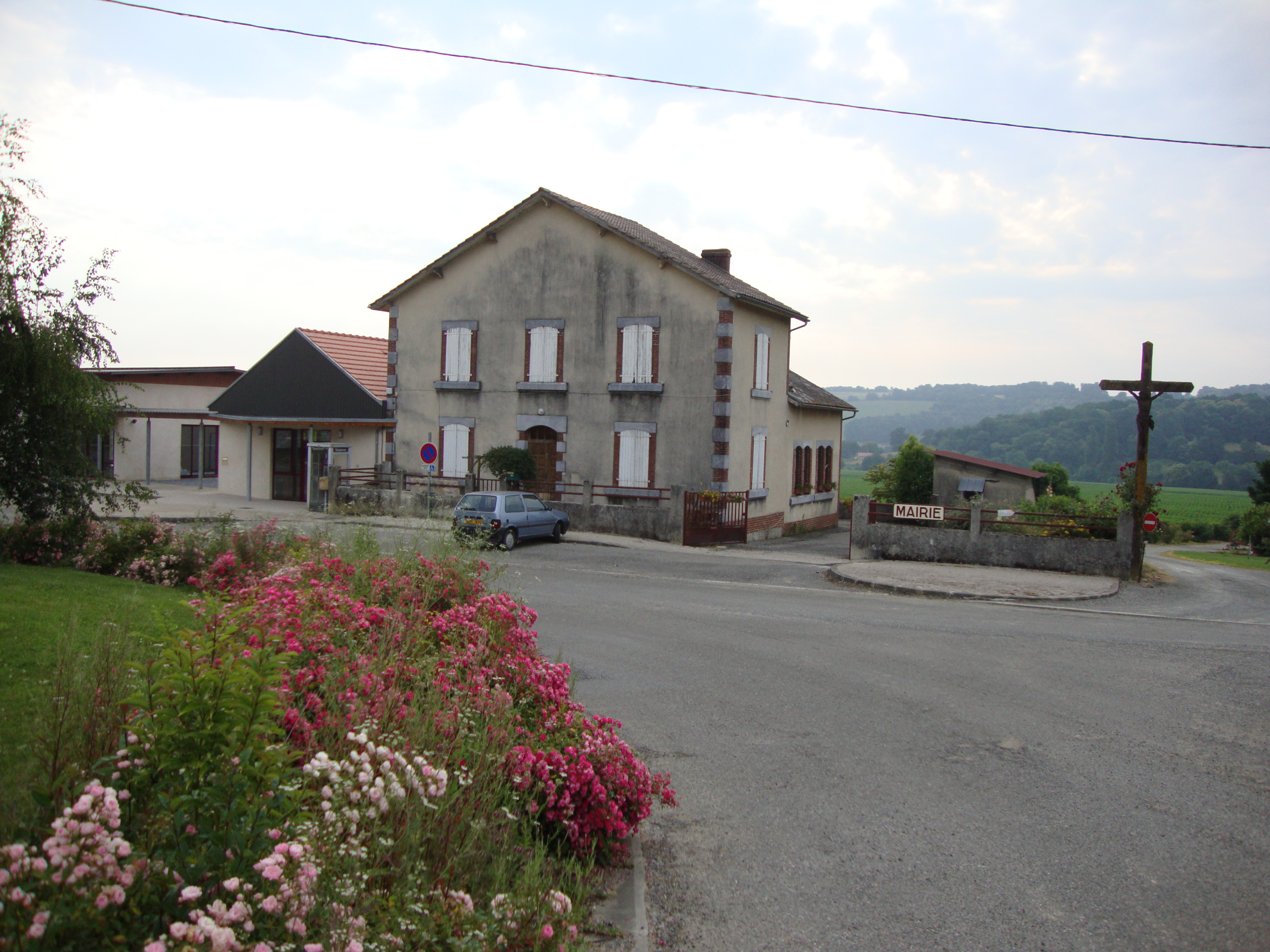
Мэрия
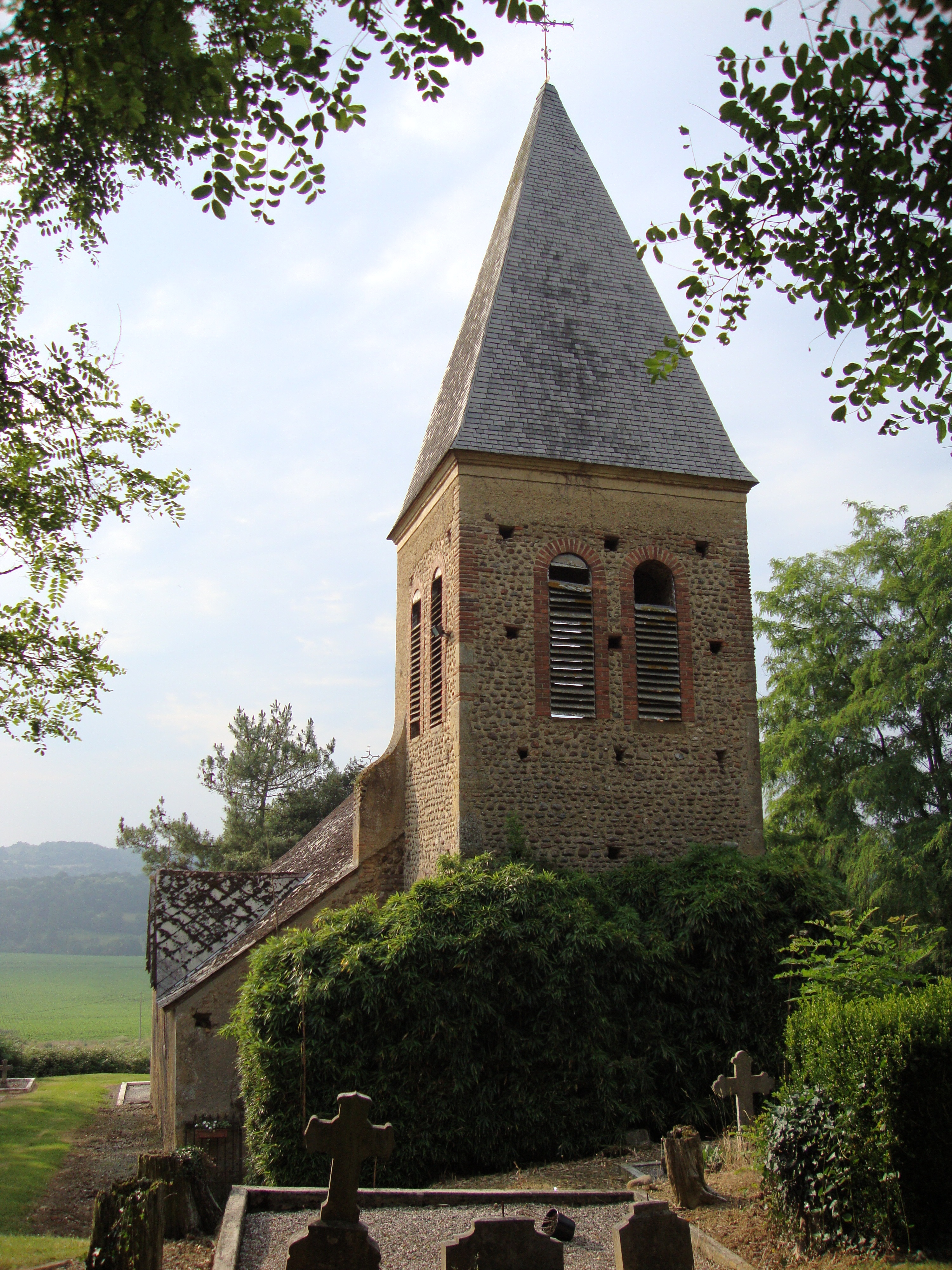
Церковь Св. Екатерины
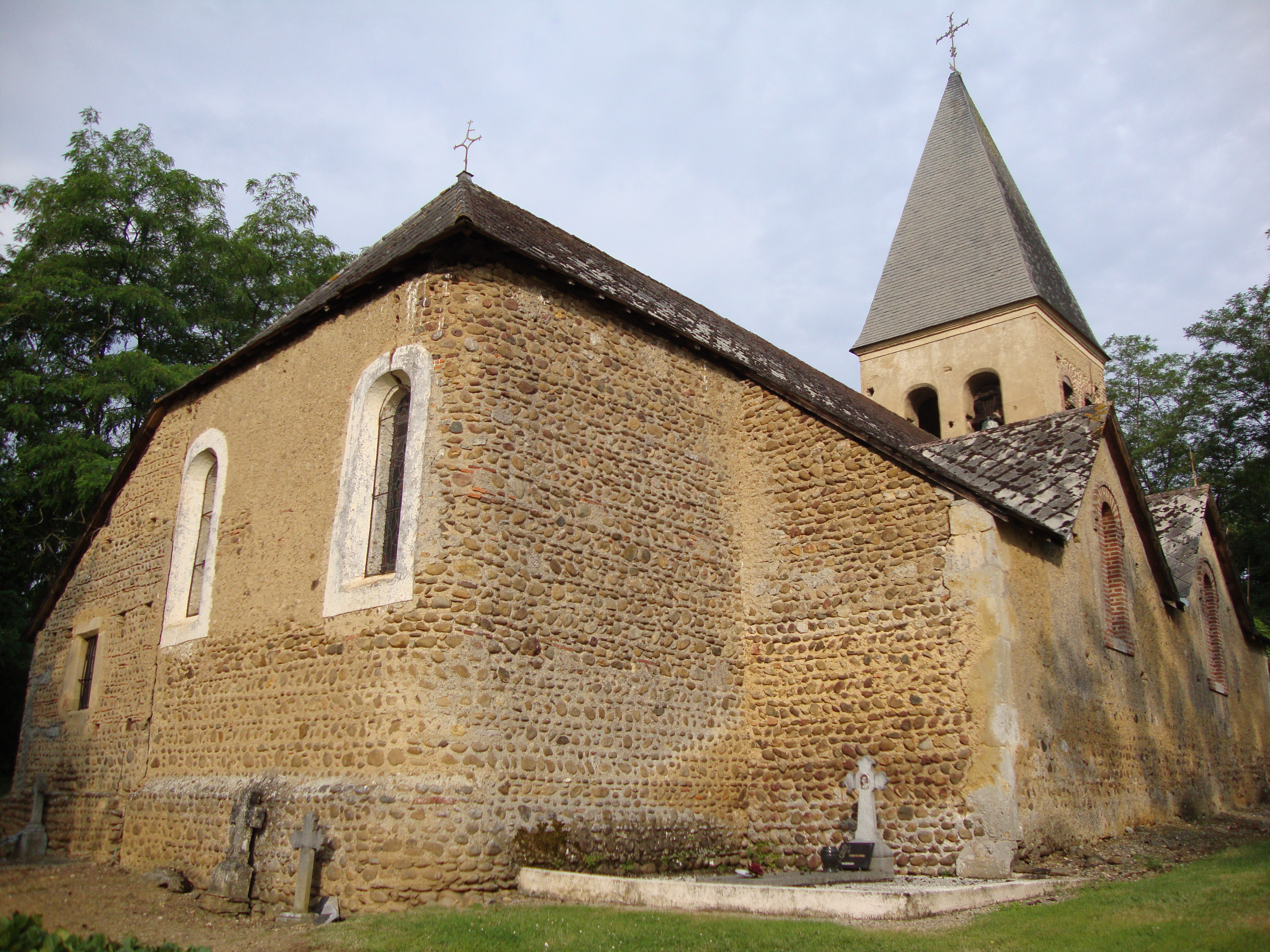
Церковь Св. Екатерины
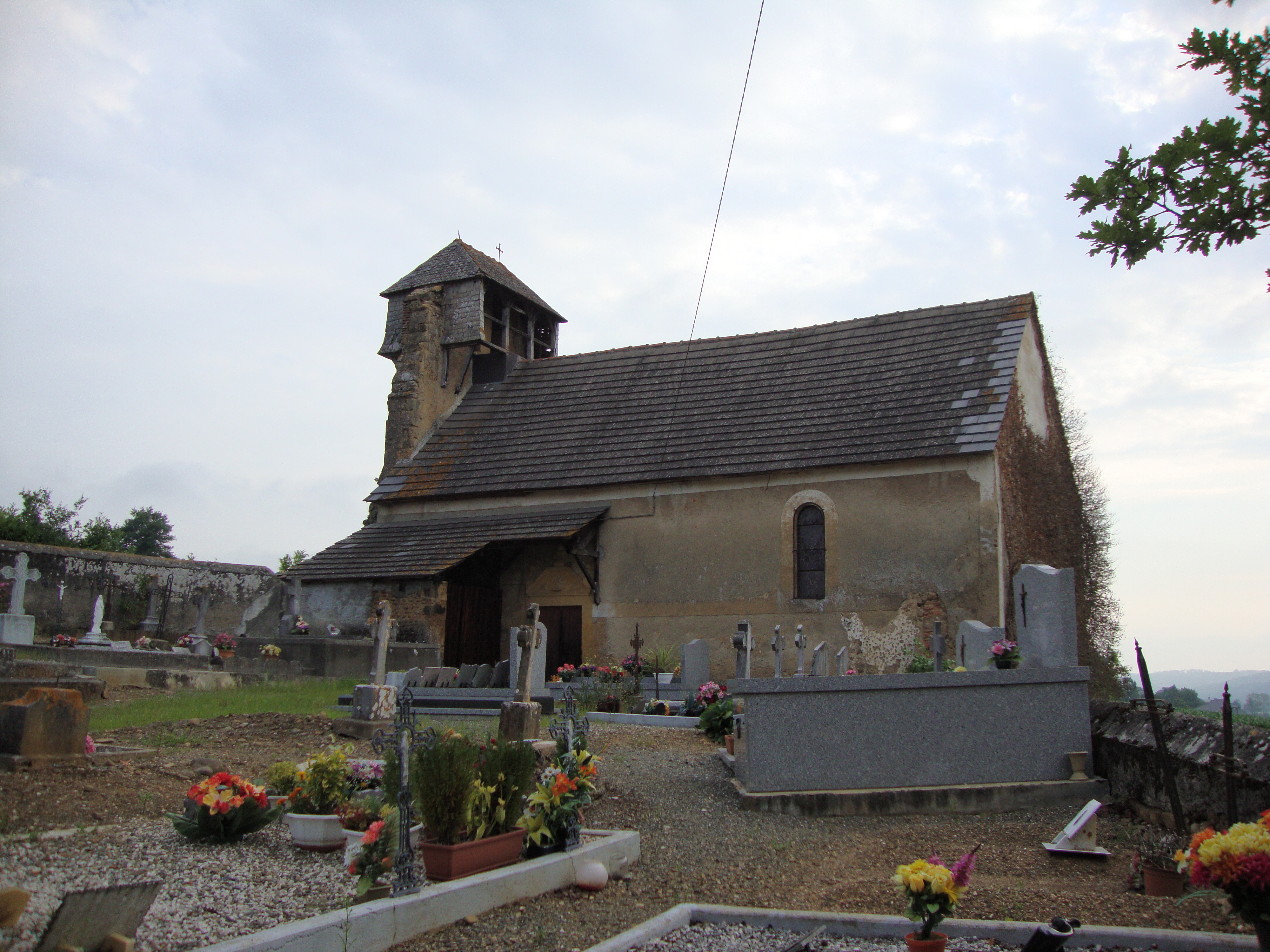
Церковь Св. Лаврентия
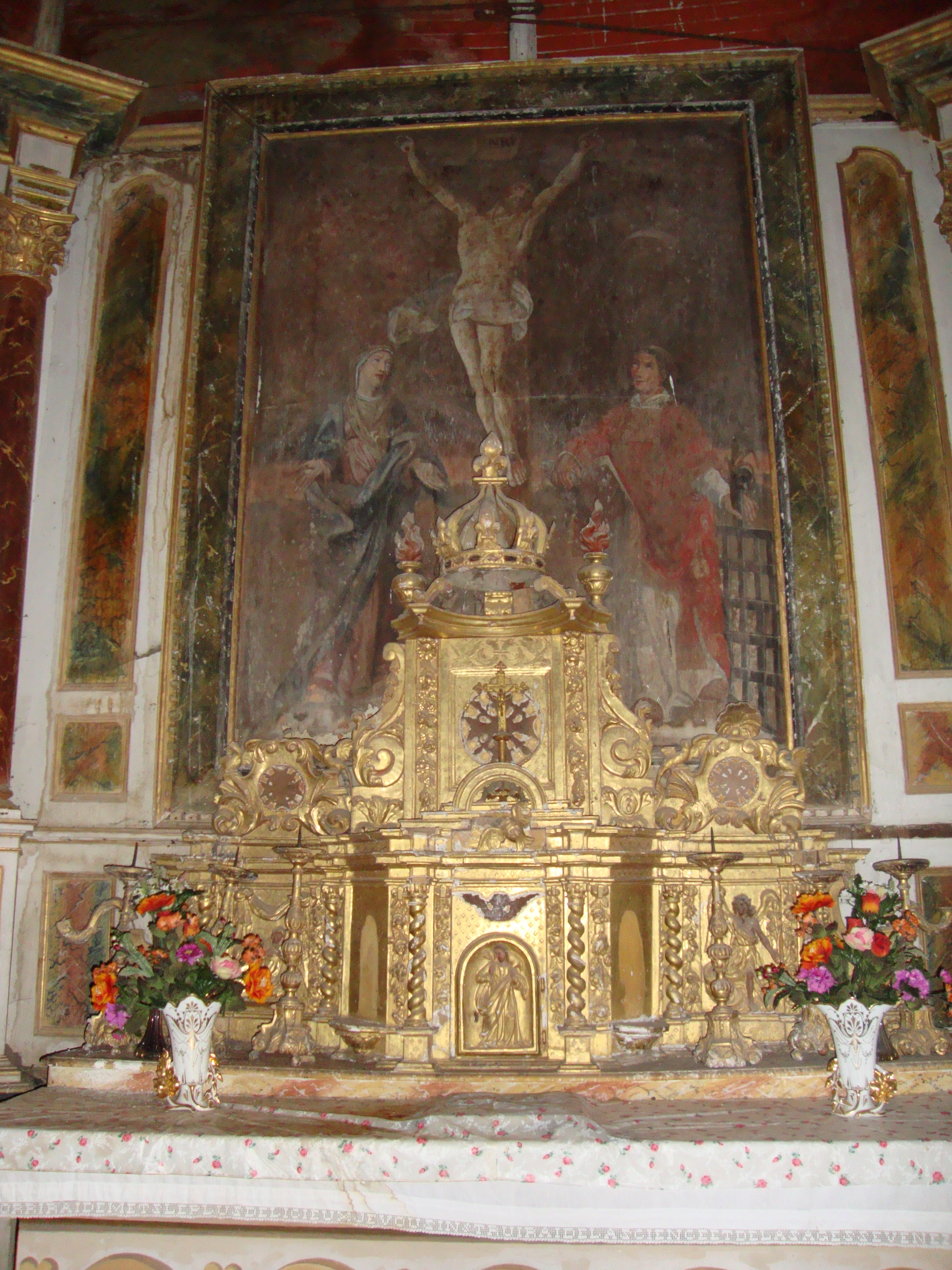
Интерьер церкви Св. Лаврентия